# Oxidatieve additie
De oxidatieve additie is een reactie waarbij een metaalcomplex met een vacante coördinatieplaats en een relatief lage oxidatietoestand geoxideerd wordt door het metaal covalent te binden. Zowel de oxidatietoestand als het aantal elektronen rond het metaalatoom verhogen met twee. Hoewel deze oxidatieve additie kan plaatsgrijpen middels tal van covalente bindingen, zijn de meest voorkomende met H2 en sp3-gehybridiseerde koolstofatomen. Echter, sp2-gehybridiseerde koolstofatomen, zoals die in een vinylgroep voorkomen, kunnen ook oxidatieve addities ondergaan.
In de Suzuki-reactie vormt een oxidatieve additie de eerste stap, gevolgd door een reductieve eliminatie. Deze reactie is net het omgekeerde van de oxidatieve additie.
De term wordt eveneens gebruikt voor de additie van een radicaal aan een dubbele binding.

## Voorbeeldreactie
Een voorbeeld van een oxidatieve additie is de additie van H2 aan Vaska's complex. Hierbij stijgt de oxidatietoestand van iridium van +I tot +III. Dit komt doordat het gebonden is aan 3 anionen: 2 hydride- en 1 chloride-ion. De 3 andere liganden zijn gebonden via een coördinatieve covalente binding. Het aantal elektronen rond iridium stijgt eveneens: van 16 naar 18 (waardoor het voldoet aan de 18-elektronenregel). De reactie staat hieronder voorgesteld: